# Billboard Japan
Billboard Japan — дочірня організація американського музичного журналу Billboard.  Вона управляється японською компанією Hanshin Contents Link, що базується в Осаці (дочірня компанія Hanshin Electric Railway ), яка має ексклюзивну ліцензію від материнської компанії Billboard на бренд Billboard вЯпонії  і керує, серед іншого, веб-сайтом www.billboard-japan.com та кількома музичними клубами під брендом "Billboard Live", розташованими в країні.
У лютому 2008 року компанія Hanshin Contents Link за ліцензією Billboard запустила музичний чарт Billboard Japan Hot 100. Станом на 2016 рік список чартів, складених Billboard Japan, також включає чарт альбомів під назвою Billboard Japan Hot Albums, чарти, що базуються лише на продажах: Top Singles Sales, Top Albums Sales, Top Jazz Albums Sales і Top Classical Albums Sales, чарт радіоефірів під назвою Radio Songs, чарт анімаційної музики під назвою Hot Animation і чарт іноземних пісень під назвою Hot Overseas.
З 2010 року Billboard Japan проводить щорічну церемонію нагородження Billboard Japan Music Awards, на якій нагороджуються вітчизняні та міжнародні виконавці, що досягли найкращих результатів у музичних чартах Billboard Japan за попередній рік.

## Хіт-паради

### Сингли та треки
| Назва                          | Тип                                                                                   | Позицій | Опис |
| ------------------------------ | ------------------------------------------------------------------------------------- | ------- | --- |
| Japan Hot 100                  | Фізичні продажі + цифрові продажі + стрімінг + еєр-плей + відтворення відео + караоке | 100     | - Чарти для всіх випущених пісень - Перший запуск 3 березня 2008 року |
| Hot Animation                  | Фізичні продажі + цифрові продажі + стрімінг + еєр-плей + відтворення відео + караоке | 20      | - Чарти для музичних композицій з аніме та відеоігор - Перший запуск 1 грудня 2010 року |
| Hot Overseas                   | Фізичні продажі + цифрові продажі + стрімінг + еєр-плей + відтворення відео + караоке | 20      | - Чарти для пісень західних виконавців, випущених на міжнародному рівні - Вперше запущений 9 грудня 2013 року                                                                                               |
| Top Singles Sales              | Фізичні продажі                                                                       | 100     | - Діаграма найбільш продаваних фізичних продажів синглів - Один зі складових хіт-параду Japan Hot 100 |
| Download Songs                 | Цифрові продажі                                                                       | 100     | - Чарт найбільш продаваних цифрових продажів пісень - Один зі складових чартів японського хіт-параду Japan Hot 100 - Запущений 9 жовтня 2017 року, після того, як Radio Songs Chart припинив своє існування |
| Streaming Songs                | Стримінг                                                                              | 100     | - Чарт найпопулярніших пісень - Один зі складових чартів японського хіт-параду Japan Hot 100 - Запущений 9 жовтня 2017 року, після того, як Radio Songs Chart припинив своє існування                       |
| Top User Generated Songs       | Відтворення відео                                                                     | 20      | - Чарт найпопулярніших пісень за переглядами користувачів на YouTube - Один з компонентних чартів японського хіт-параду Japan Hot 100 - Запущений 7 грудня 2020 року                                        |
| Heatseekers Songs              | Цифрові продажі + стрімінг + Airplay + відтворення відео                              | 20      | - Чарт пісень нових виконавців, які ніколи не потрапляли в топ-20 японського чарту Japan Hot 100 - Запущений 7 грудня 2020 року[4]                                                                          |
| TikTok Weekly Top 20           | Використання та перегляди з TikTok                                                    | 20      | - Чарт пісень, що використовуються в соціальній мережі TikTok - Запущений 8 грудня 2021 року |
| Niconico Vocaloid Songs Top 20 | Кількість переглядів відео + завантаження відео + коментарі + улюблені                | 20      | - Хіт-парад пісень Vocaloid, розміщений на відеохостингу Niconico - Запущений 7 грудня 2022 року |
| Global Japan Songs Excl. Japan | Цифрові продажі + потокове поширення                                                  | 20      | - Чарт японських повних релізів пісень, випущених на територіях за межами Японії - Запущений 14 вересня 2023 року                                                                                           |
| Japan Songs (South Korea)      | Цифрові продажі + потокове поширення                                                  | 20      | - Чарт японських комплексних релізів пісень з Південної Кореї - Запущений 14 вересня 2023 року |
| Japan Songs (Singapore)        | Цифрові продажі + потокове поширення                                                  | 20      | - Чарт японських комплексних релізів пісень з Сингапуру - Запущений 14 вересня 2023 року |
| Japan Songs (India)            | Цифрові продажі + потокове поширення                                                  | 20      | - Чарт японських комплексних релізів пісень з Індії - Запущений 14 вересня 2023 року |
| Japan Songs (France)           | Цифрові продажі + потокове поширення                                                  | 20      | - Чарт японських комплексних релізів пісень з Франції - Запущений 14 вересня 2023 року |
| Japan Songs (UK)               | Цифрові продажі + потокове поширення                                                  | 20      | - Чарт японських комплексних релізів пісень з Великобританії - Запущений 14 вересня 2023 року |
| Japan Songs (Thailand)         | Цифрові продажі + потокове поширення                                                  | 20      | - Чарт японських комплексних релізів пісень з Тайланду - Запущений 9 листопада 2023 року |
| Japan Songs (South Africa)     | Цифрові продажі + потокове поширення                                                  | 20      | - Чарт японських комплексних релізів пісень з Південної Африки - Запущений 9 листопада 2023 року |
| Japan Songs (US)               | Цифрові продажі + потокове поширення                                                  | 20      | - Чарт японських комплексних релізів пісень зі Сполучених Штатів - Запущений 9 листопада 2023 року |
| Japan Songs (Brazil)           | Цифрові продажі + потокове поширення                                                  | 20      | - Чарт японського повноформатного релізу пісень з бразильського альбому - Запущений 9 листопада 2023 року                                                                                                   |

### Альбоми
| Назва            | Тип                               | Позицій | Опис |
| ---------------- | --------------------------------- | ------- | --- |
| Hot Albums       | Фізичні продажі + цифрові продажі | 100     | - Чарти для повноцінних випущених альбомів (включно з розширеними плейлистами) - Запущено 4 червня 2015 р., замість Top Albums |
| Top Albums Sales | Фізичні продажі                   | 100     | - Чарт фізичних продажів найпопулярніших альбомів - Один з компонентів хіт-параду Hot Albums                                   |
| Download Albums  | Цифрові продажі                   | 100     | - Чарт найбільш продаваних цифрових альбомів - Запущено 9 жовтня 2017 р. - Одна зі складових хіт-параду Hot Albums             |

### Виконавці
| Назва             | Позицій | Опис                                                                                         |
| ----------------- | ------- | -------------------------------------------------------------------------------------------- |
| Artist 100        | 100     | - Чарт артистів, які заробили бали в Japan Hot 100 та Hot Albums - Запущено 7 грудня 2020 р. |
| Hot 100 Lyricists | 100     | - Чарт авторів пісень, які заробили бали в Japan Hot 100 - Запущено 7 грудня 2020 р.         |
| Hot 100 Composers | 100     | - Чарт композиторів, які заробили бали в Japan Hot 100 - Запущено 7 грудня 2020 р.           |

## Дивись також
- Billboard Japan Hot 100